# Holzhausen (Hahn)
Holzhausen, auch Holzhausen am Hahn oder Holzhausen (Hahn) genannt, ist ein Ortsteil und Verwaltungssitz der Gemeinde Edermünde im nordhessischen Schwalm-Eder-Kreis.

## Geographische Lage
Holzhausen liegt westlich und südlich unterhalb der heute größtenteils bewaldeten Basaltkuppe Hahn (255,8 m ü. NN). Die Nachbarorte, im Uhrzeigersinn von Osten, sind Grifte, Haldorf, Dissen, Besse und Hertingshausen; letzteres ist ein Stadtteil von Baunatal, Dissen ist solcher von Gudensberg, und die anderen sind Ortsteile von Edermünde.
Durch das Dorf fließt in West-Ost-Richtung der aus dem westlich benachbarten Besse kommende Pilgerbach auf seinem Weg zur Einmündung in die Eder bei Grifte. In den Bach münden im Westen der kleine Bach vom Glisborn und der Hertingshausener Bach.
Die Bundesautobahn 49 führt unmittelbar westlich am Dorf vorbei. Die Gemarkung hat eine Gesamtfläche von 315 Hektar; davon sind lediglich 2 Hektar, am und auf dem Hahn, Wald.

## Geschichte

### Ortsgeschichte
Wann der Ort erstmals beurkundet ist, ist nicht eindeutig zu belegen. Das Breviarium Sancti Lulli erwähnt um 800 „Holzhusen in pago hassorum“, wobei nicht geklärt ist, ob es sich dabei um Holzhausen am Hahn oder Holzhausen bei Homberg handelt. In den Jahren 1146 und 1158 wird ein „Holzhusen“ erwähnt und im Jahre 1275 „Haleshausen“. In einer auf das Jahr 1081 zurückdatierten, gefälschten Urkunde bestätigt Erzbischof Siegfried I. von Mainz dem Stift Hasungen die Schenkung eines Hofes („vicum“) Holzhusen durch Herzog Otto von Northeim, das dieser als mainzisches Lehen besaß.
Die Geschichte des Dorfes ist eng mit der seiner Besitzer verwoben. Der hessische Gaugraf Werner IV. († 1121), der um das Jahr 1113 das Kloster Breitenau stiftete, soll etwa im Jahre 1100 auf dem Hahn eine Burg errichtet haben. Heute ist von dieser Anlage nichts mehr geblieben. 
Werner vermachte dem Kloster Breitenau seinen gesamten Privatbesitz zwischen Werra, Rhein und Main. Am 7. Juli 1123 unterstellten seine Witwe Gisela und sein Vasall Engelbold das Kloster dem Erzbischof Adalbert II. von Mainz, welches dieser mit bedeutenden Privilegien und weiteren Ländereien versah. Unmittelbar zuvor wurde wohl auch Holzhausen mainzischer Besitz: ein Besitzregister des Erzbischofs verzeichnet die Übertragung der Burgen Holzhausen, Altenstat (bei Jesberg) und halb Brubach („castra Holzhusun et Alstat et medietatem Brubachun“) durch den Grafen Werner an das Erzbistum. Gegen Ende des 12. Jahrhunderts war Holzhausen im Besitz der niederhessischen Adelsfamilie Hund, wohl als mainzisches Lehen, denn unter ihren hessischen Lehen ist Holzhausen nicht vermerkt. Die Familie Hund hatte sich bereits sehr früh in zwei Stämme geteilt, von denen der im etwa 10 km entfernten Kirchberg sich weiterhin „Hund“ nannte, der andere „von Holzhausen“. Bereits im Jahre 1163 ist ein Adelbert von Holzhausen bekundet, der mit vielen anderen hessischen Adligen im Gefolge von Heinrich dem Löwen in Goslar auftrat. Als die Hund von Holzhausen in der Mitte des 13. Jahrhunderts mit Hermann von Holzhausen ausstarben, fiel ihr Besitz an die Kirchberger Verwandten Hermann und Otto Hund. Ottos Söhne teilten das Haus wieder in zwei Stämme, und Hermann, der jüngere, nannte sich wieder von Holzhausen. Ihr Besitz blieb jedoch in Ganerbschaft. Ob die Burg Holzhausen zu dieser Zeit noch bewohnbar war, ist ungesichert. 1346 war es jedenfalls nicht mehr der Fall, als die Familie Hund ihren Berg in Holzhausen dem Landgrafen Heinrich II. verkaufte.
Im Jahre 1380 trugen die Hund 1/3 ihres Besitzes dem Landgrafen Hermann II. von Hessen zu Lehen auf und erhielten dies von ihm zurück. Spätestens im Jahre 1408 besaßen die mit den Hund verschwägerten Herren von Grifte, Nachkommen des Ekkebrecht von Grifte, die Hälfte des Dorfes als landgräfliches Lehen. Als die zweite Linie der Hund von Holzhausen im Jahre 1430 mit Otto Hund von Holzhausen ebenfalls ausstarb, kam ein Viertel des Dorfs durch Erbschaft an Reinhard von Dalwigk (den Älteren) und die Herren von Grifte. Die anderen drei Viertel gingen wiederum an die Hund in Kirchberg. Damit entstand eine neue Ganerbschaft, die im Laufe der folgenden zwei Jahrhunderte im Zuge von Erbschaften wechselnden Besitzverhältnissen unterlag.
Zunächst erlitt Holzhausen jedoch noch schweren Schaden, als es am 19. November 1454 mitsamt der Kirche in der Endphase der Bundesherrenfehde von Johann von Meysenbug und seinen Leuten niedergebrannt wurde; bei diesem Raubzug wurden drei Bauern und vier Knechte aus dem Dorf als Gefangene fortgeschleppt. Reinhard von Dalwigks Anteil wurde nach seinem Tode als erledigtes Lehen von Landgraf Ludwig II. eingezogen, und die Herren von Grifte und die von Hertingshausen, die im Jahre 1461 sieben Achtel des Dorfes hielten, wurden Haupteigner. Die gesamte Ganerbschaft Holzhausen wurde schließlich im Jahre 1649 an die Landgräfin Amalie Elisabeth von Hessen-Kassel verkauft.

### Hessische Gebietsreform
Im Zuge der Gebietsreform in Hessen wurde am 31. Dezember 1971 die Gemeinde Edermünde durch den Zusammenschluss der bisherigen Gemeinden Grifte, Haldorf und „Holzhausen am Hahn“ neu gebildet. Am 1. Januar 1974 wurden Edermünde und die bis dahin eigenständige Gemeinde Besse kraft Landesgesetz zur neuen Großgemeinde Edermünde zusammengeschlossen. Es wurden keine Ortsbezirke errichtet.

## Bevölkerung
Einwohnerstruktur 2011
Nach den Erhebungen des Zensus 2011 lebten am Stichtag, dem 9. Mai 2011, in Holzhausen 894 Einwohner. Darunter waren 9 (1,0 %) Ausländer. Nach dem Lebensalter waren 126 Einwohner unter 18 Jahren, 384 zwischen 18 und 49, 189 zwischen 50 und 64 und 195 Einwohner waren 65 und älter. Die Einwohner lebten in 402 Haushalten. Davon waren 111 Singlehaushalte, 114 Paare ohne Kinder und 144 Paare mit Kindern, sowie 27 Alleinerziehende und 6 Wohngemeinschaften. In 81 Haushalten lebten ausschließlich Senioren und in 261 Haushaltungen lebten keine Senioren.
Einwohnerentwicklung
| Quelle: Historisches Ortslexikon |                 |
| • 1575/85:                       | 18 Hausgesesse  |
| • 1682:                          | 18 Hausgesesse  |
| • 1735:                          | 27 Mannschaften |
| • 1742:                          | 28 Häuser       |
| • 1747:                          | 28 Hausgesesse  |

| Holzhausen: Einwohnerzahlen von 1750 bis 2022 | Holzhausen: Einwohnerzahlen von 1750 bis 2022 | Holzhausen: Einwohnerzahlen von 1750 bis 2022 | Holzhausen: Einwohnerzahlen von 1750 bis 2022 | Holzhausen: Einwohnerzahlen von 1750 bis 2022 |
| --- | --------------------------------------------- | --------------------------------------------- | --------------------------------------------- | --------------------------------------------- |
| Jahr |                                               |                                               |                                               | Einwohner                                     |
| 1750 | 1750                                          |                                               | 163                                           | 163                                           |
| 1800 | 1800                                          |                                               | ?                                             | ?                                             |
| 1834 | 1834                                          |                                               | 308                                           | 308                                           |
| 1840 | 1840                                          |                                               | 321                                           | 321                                           |
| 1846 | 1846                                          |                                               | 323                                           | 323                                           |
| 1852 | 1852                                          |                                               | 318                                           | 318                                           |
| 1858 | 1858                                          |                                               | 284                                           | 284                                           |
| 1864 | 1864                                          |                                               | 291                                           | 291                                           |
| 1871 | 1871                                          |                                               | 230                                           | 230                                           |
| 1875 | 1875                                          |                                               | 310                                           | 310                                           |
| 1885 | 1885                                          |                                               | 323                                           | 323                                           |
| 1895 | 1895                                          |                                               | 322                                           | 322                                           |
| 1905 | 1905                                          |                                               | 375                                           | 375                                           |
| 1910 | 1910                                          |                                               | 355                                           | 355                                           |
| 1925 | 1925                                          |                                               | 376                                           | 376                                           |
| 1939 | 1939                                          |                                               | 388                                           | 388                                           |
| 1946 | 1946                                          |                                               | 591                                           | 591                                           |
| 1950 | 1950                                          |                                               | 562                                           | 562                                           |
| 1956 | 1956                                          |                                               | 523                                           | 523                                           |
| 1961 | 1961                                          |                                               | 559                                           | 559                                           |
| 1967 | 1967                                          |                                               | 619                                           | 619                                           |
| 1980 | 1980                                          |                                               | ?                                             | ?                                             |
| 1990 | 1990                                          |                                               | ?                                             | ?                                             |
| 2000 | 2000                                          |                                               | ?                                             | ?                                             |
| 2011 | 2011                                          |                                               | 894                                           | 894                                           |
| 2016 | 2016                                          |                                               | 918                                           | 918                                           |
| 2022 | 2022                                          |                                               | 906                                           | 906                                           |
| Datenquelle: Historisches Gemeindeverzeichnis für Hessen: Die Bevölkerung der Gemeinden 1834 bis 1967. Wiesbaden: Hessisches Statistisches Landesamt, 1968. Weitere Quellen: ; Gemeinde Edermünde: |                                               |                                               |                                               |                                               |

Historische Religionszugehörigkeit
| Quelle: Historisches Ortslexikon |                                                                    |
| • 1861:                          | alle Einwohner evangelisch-reformiert                              |
| • 1885:                          | 323 evangelische (= 100,00 %) Einwohner                            |
| • 1961:                          | 467 evangelische (= 83,54 %), 87 katholische (= 15,56 %) Einwohner |

Historische Erwerbstätigkeit
| • 1961: | Erwerbspersonen: 71 Land- und Forstwirtschaft, 109 Produzierendes Gewerbe, 50 Handel und Verkehr, 24 Dienstleistungen und Sonstiges |

## Wirtschaft
Der lange von Landwirtschaft und Handwerksbetrieben geprägte Ort ist seit den 1960er Jahren zunehmend durch die Industrialisierung im Raum Baunatal und Kassel, die günstigen Verkehrsverbindungen dorthin und die Erschließung neuer Baugebiete eine Wohnsitz- und Pendlergemeinde geworden. Dennoch ist die Landwirtschaft mit den fruchtbaren Böden der Gemarkung noch immer ein wichtiges Element der örtlichen Wirtschaft.